# Spinosomatidia
Spinosomatidia is een kevergeslacht uit de familie van de boktorren (Cerambycidae). De wetenschappelijke naam van het geslacht werd voor het eerst geldig gepubliceerd in 1955 door Hunt & Breuning.

## Soorten
Spinosomatidia omvat de volgende soorten:
- Spinosomatidia affinis Breuning, 1981
- Spinosomatidia obesa Hunt & Breuning, 1955
- Spinosomatidia similis Breuning, 1981
- Spinosomatidia tuberipennis Breuning, 1981